# Мачевање на Летњим олимпијским играма 1908.
Такмичења у мачевању на четвртим Олимпијским играма 1908. одржана су у Лондону од 17. до 24. јула у четири дисциплина. Такмичење је одржано само у мушкој конкуренцији. Учествовало је 131 такмичара из 14 земаља, од којих су 6 освојиле медаље. "
Највише успеха имали су мачеваоци Француске који су освојили укупно 4 медаља, од тога 2 златне, 1 сребрна и 1 бронзана.

## Земље учеснице
Учествовали су представници 14 земаља. 
| - Аустрија (1) - Белгија (18) - Немачко царство (10) - Бохемија (7) - Данска (8} - Француска (22) - Канада (1) - Уједињено Краљевство (23) - Мађарска (8) - Италија (11) - Холандија (13) - Норвешка (1) - Јужноафричка Република (1) - Шведска (7) |

| Дисциплина          |                                                                    |                                                                                                 |                                                                                                |
| Мач детаљи          | Гастон Алибер Француска                                            | Александар Липман Француска                                                                     | Ежен Оливје Француска                                                                          |
| Мач екипно детаљи   | Француска Гастон Алибер Анри Жорж Берже Шарл Колињон Ежен Оливје   | Уједињено Краљевство Лиф Денијел Сесил Хејг Мартин Холт Роберт Монтгомери                       | Белгија Пол Анспах Дезире Борен Фердинанд Фејерик Франсоа Ром                                  |
| Сабља детаљи        | Јене Фукс Мађарска                                                 | Бела Зулавски Мађарска                                                                          | Вилем Гополд фон Лобсдорф Бохемија                                                             |
| Сабља екипно детаљи | Мађарска Јене Фукс Оскар Герде Петер Тот Лајош Веркнер Деже Фелдеш | Италија Марчело Бертинети Рикардо Новак Абелардо Оливиер Алесандро Пирцио Бироли Санте Сечерини | Бохемија Властимил Сазавски Вилем Гополд фон Лобсдорф Бедрих Шејбал Јарослав Тучек Отакар Лада |

## Биланс медаља
|   | Земља                |   |   |   |    |
| - | -------------------- | - | - | - | -- |
| 1 | Француска            | 2 | 1 | 1 | 4  |
| 2 | Мађарска             | 2 | 1 | 0 | 3  |
| 3 | Уједињено Краљевство | 0 | 1 | 0 | 1  |
| 3 | Италија              | 0 | 1 | 0 | 1  |
| 4 | Бохемија             | 0 | 0 | 2 | 2  |
| 5 | Белгија              | 0 | 0 | 2 | 2  |
|   | Укупно (6)           | 4 | 4 | 4 | 12 |